# Маргарита Баварська (1456—1501)
Маргари́та Бава́рська (нім. Margarete von Bayern, 7 листопада 1456 — 25 січня 1501) — німецька аристократка XV—XVI століття, донька герцога Ландсгут-Баварії Людвіга IX та Амалії Саксонської, дружина курфюрста Пфальцу Фі ліпа.

## Біографія
Народилась 7 листопада 1456 року в Амберзі. Була третьою дитиною та другою донькою в родині герцога Ландсгут-Баварії Людвіга IX та його дружини Амалії Саксонської. Мала старшу сестру Єлизавету, яка пішла з життя за кілька місяців, та брата Георга. Молодша сестра Анна померла немовлям.
У 17 років була видана заміж за 25-річного Філіпа Пфальцького. Перед цим юнак відхилив кандидатуру Отілії Катценельнбогенської. Маргарита від початку призначалася в дружини Ебергарду Вюртемберзькому, проте союз не відбувся з політичних причин. Перемовини щодо шлюбу із Філіпом велися ще у 1468 році, був навіть укладений шлюбний контракт. Однак опікун принца намагався укласти більш вигідну партію для небожа з Марією Бургундською. Зрештою, у 1473 році цей проєкт остаточно провалився, і були відновлені домовленості з баварським двором. Весілля пройшло в Амберзі й справлялося надзвичайно бучно.
Філіп прибув до міста 19 лютого 1474 року у супроводі матері, тітки Мехтильди та кузена Ебергарда. Наступного дня він разом із Ернстом Саксонським виїхав зустрічати наречену, яку супроводжувала тисяча вершників, одягнених у червоне. Вінчання провів у замку єпископ Регенсбурзький. Після вечері й танців молодят поклали спати о десятій годині. Наступного ранку Маргарита отримала свій ранковий подарунок від чоловіка: 10 000 гульденів та коштовне намисто. Після цього пара відвідала церкву, де єпископ Регенсбурзький благословив їх.
Всього у святкуванні взяли участь понад 2000 гостей, у тому числі 14 правлячих князів. За столами було випито 110 тисяч літрів вина та з'їдено 10 тисяч курчат. Турніри та інші урочистості завершили весілля, яке тривало п'ять днів. До історії воно увійшло як «Амберзьке весілля».
Після торжеств пара залишалась в Амберзі, де 14 квітня 1474 року Філіп був призначений адміністратором Верхнього Пфальцу. У грудні 1476 року, після смерті дядька, став правителем Пфальцу, розпустив свій двір у Амберзі, і пара рушила до Гайдельбергу.
Країна в цей час перебувала у стані розквіту, маючи сильну армію та багату казну. Це сприяло тому, що двір подружжя у Гайдельберзі став центром Німецького Відродження.
У подружжя народилося чотирнадцятеро дітей
У 1482 році Маргарита залишила Гайдельберг, рятуючись від чуми, і знайшла притулок у замку Вінцінген у Пфальцькому лісі, де народила свого четвертого сина Фрідріха.
Завдяки дружині, Філіп мав добрі відносини з її братом, герцогом Георгом Багатим; їхні діти одружилися в 1499 році. Династичний шлюб став початком політичного та військового союзу між Ландсгут-Баварією та Пфальцом. Георг, у якого не було спадкоємця чоловічої статі, заповів володіння своєму зятеві і племіннику.
Померла Маргарита 25 січня 1501 року у Гайдельберзі. Була похована у церкві Святого Духа.

## Родина
Чоловік — Філіпп, курфюрст Пфальцький
Діти:
- Людвіг (1478—1544) — курфюрст Пфальцу у 1508—1544 роках, був одружений із Сибіллою Баварською, законних дітей не мав, проте коханка народила йому доньку;
- Філіп (1480—1541) — єпископ Фрайзінга у 1498—1541 роках та Наумбурга у 1517—1541 роках;
- Рупрехт (1481—1504) — єпископ Фрайзінга у 1495—1498 роках, був одруженим з Єлизаветою Лансгут-Баварською, мав четверо синів;
- Фрідріх (1482—1556) — курфюрст Пфальцу у 1544—1556 роках, був одружений з принцесою Доротеєю Данською, дітей не мав;
- Єлизавета (1483—1522) — була двічі одружена, мала шестеро дітей від другого шлюбу, з яких вижила лише старша донька;
- Георг (1486—1529) — єпископ Шпаєрський у 1513—1529 роках;
- Генріх (1487—1552) — єпископ Утрехтський у 1524—1529 роках; Вормський — у 1523—1552,  роках, Фрайзінга у 1541—1552 роках;
- Йоганн (1488—1538) — єпископ Регенсбурзький у 1507—1538 роках;
- Амалія (1490—1524) — дружина герцога Померанії Георга I, мала трьох дітей;
- Барбара (1491—1505) — прожила 14 років;
- Єлена (1493—1524) — дружина герцога Мекленбург-Шверіна Генріха V, мала трьох дітей;
- Вольфганг (1494—1558) — пфальцграф Ноймаркта і губернатор Верхнього Пфальца, одруженим не був, дітей не мав;
- Отто-Генріх (6—31 травня 1496) — прожив 3 тижні;
- Катерина (1499—1526) — абатиса в Нойбурзі.